# 德拉鲁环形山
德拉鲁环形山（De La Rue）是位于月球正面北半部的一座巨大的古残迹坑，约形成于45.5-39.2亿年前的前酒海纪，
其名称取自英国天文学家暨化学家沃伦·德拉鲁（Warren de la Rue，1815年-1889年），1935年被国际天文学联合会正式接受。

## 描述

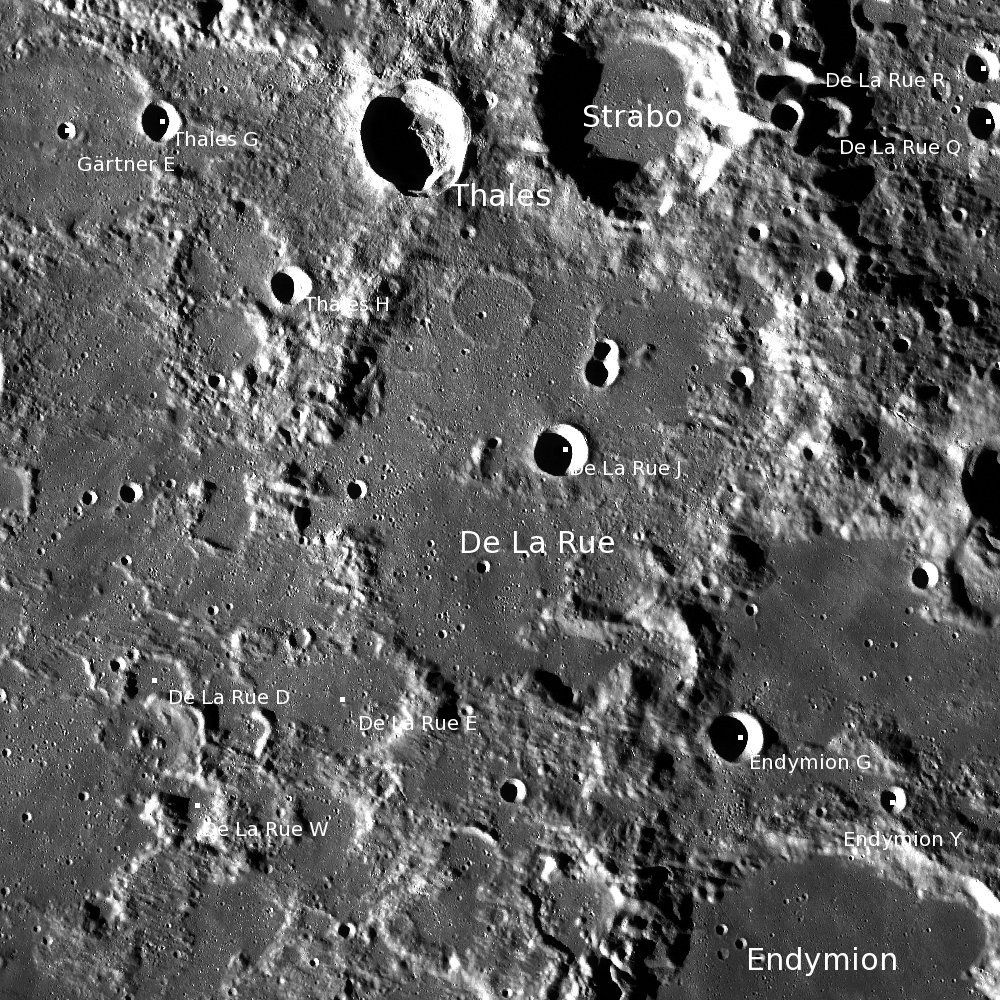
德拉鲁环形山的周边，月球勘测轨道飞行器拍摄。

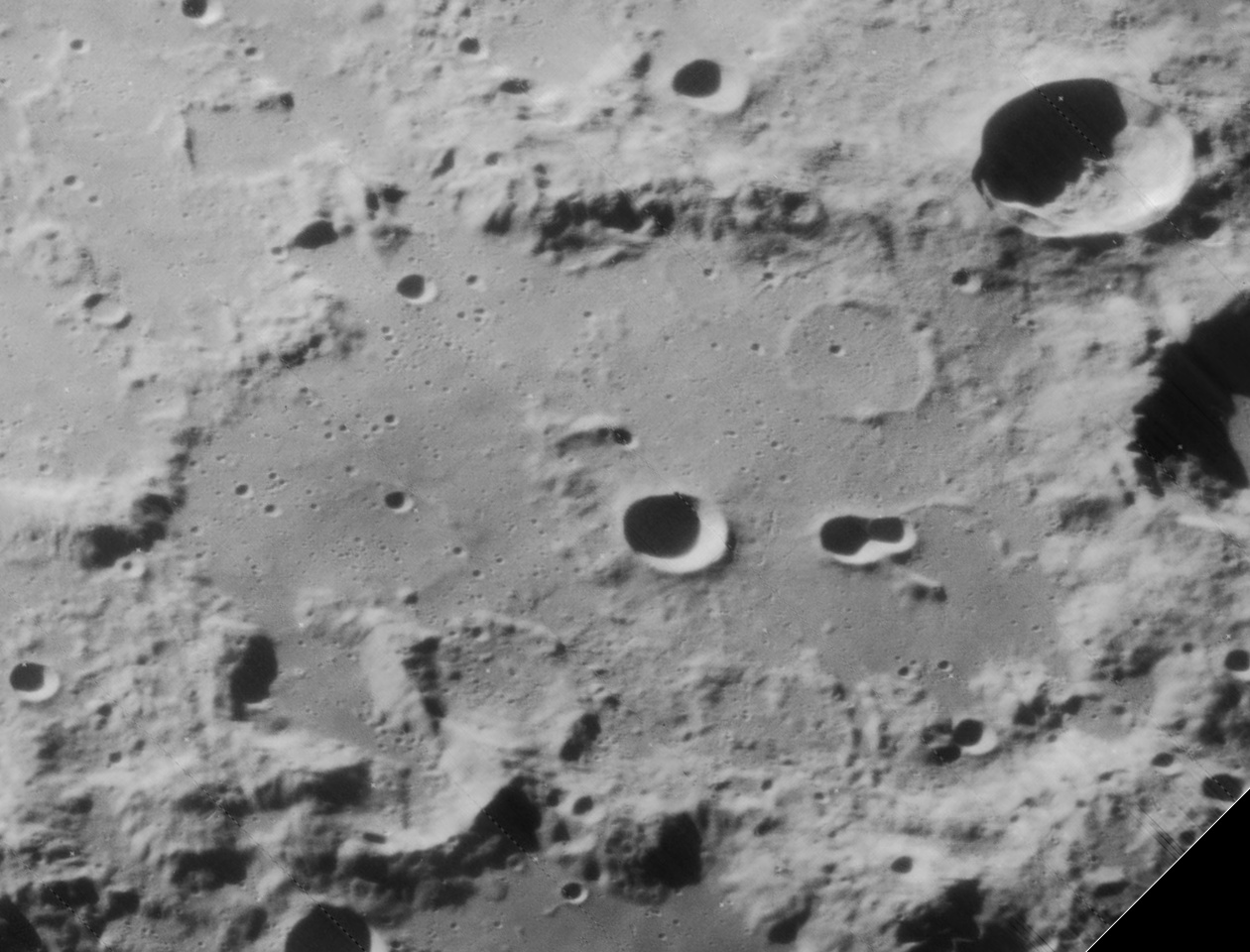
月球轨道器4号拍摄的斜视图

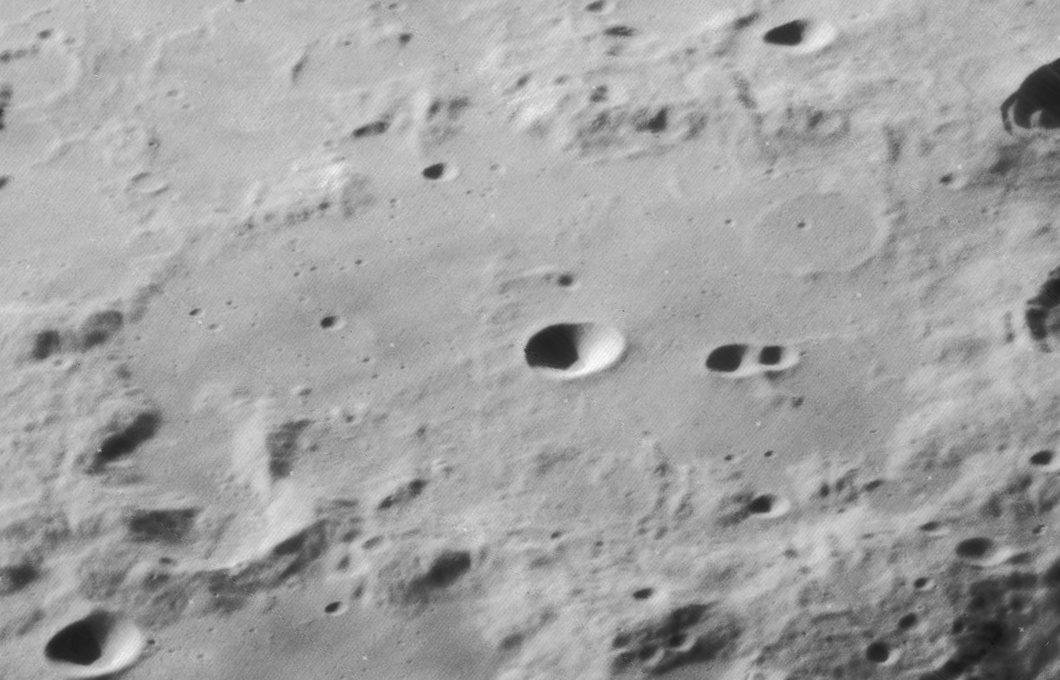
月球轨道器4号拍摄的另一幅斜视图

该陨坑西北偏西毗邻格特纳环形山，北侧壁则切入了泰勒斯陨石坑和斯特拉博环形山，醒目的恩底弥翁环形山位于它的东南偏南，它的西南则较小的克尔德什陨石坑，而冷海则坐落在它的西面。
该陨坑中心月面坐标为59°01′N 52°50′E / 59.02°N 52.84°E，直径135.22公里，深约2.944公里。
由于存续期悠久，德拉鲁环形山几乎已完全损毁，只有在阳光斜照下才可被看见，它可能不是一座单独的撞击坑，而是由数座古陨坑组成的梨形结构体。它的坑壁现已破裂为一系列的山丘和山脊，其中北侧段基本被夷平，西北侧轮廓大体圆状，但东南段因相邻陨坑的切入而略显平直。该陨坑残壁最大高出周边地形1670米，内部容积约为19919.64立方千米。坑内已被熔岩淹没，表面相对平坦。靠北部可看到二座古残迹坑，它们的坑壁勉强露出在德拉鲁环形山坑底表面；而中心点附近则坐落了醒目的碗状坑-卫星坑「德拉鲁 J」，它的南侧壁连接在一片崎岖的地形上，而西面延伸了一道小山岭。德拉鲁环形山坑内东南部地形较为粗糙，可分辨出有五座较大的废墟坑残迹，而东北部则覆盖了一对醒目的双联坑。

## 卫星陨石坑
按照惯例，最靠近德拉鲁环形山的卫星坑在月图上以字母标注在该坑中心点的旁边。

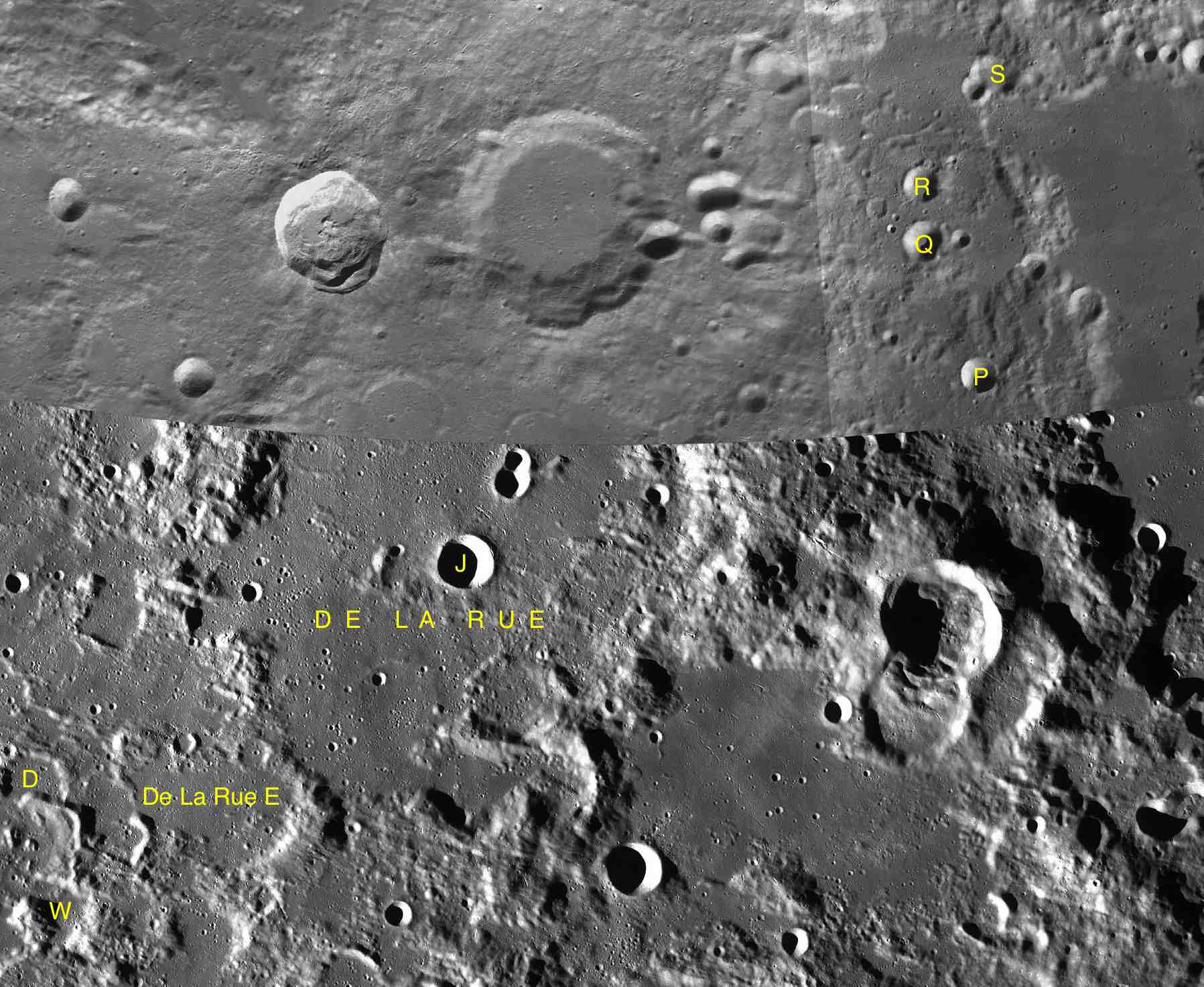
LAC-14 区域图.

| 德拉鲁 | 纬度     | 经度     | 直径      |
| ------ | -------- | -------- | --------- |
| D      | 56.81° N | 46.34° E | 17.58公里 |
| E      | 56.85° N | 49.82° E | 31.92公里 |
| J      | 58.99° N | 52.88° E | 14.09公里 |
| P      | 60.43° N | 61.58° E | 9.02公里  |
| Q      | 61.60° N | 60.86° E | 10.36公里 |
| R      | 62.09° N | 60.91° E | 9.58公里  |
| S      | 62.94° N | 62.48° E | 13.26公里 |
| W      | 55.78° N | 47.08° E | 17.00公里 |

## 延伸閱讀
- Wood, Chuck. . Lunar Photo of the Day. 2006-09-02  [2006-09-15]. （原始内容存档于2007-09-27）.

- Andersson, L. E.; Whitaker, E. A. . NASA RP-1097. 1982.
- Blue, Jennifer. . USGS. July 25, 2007  [2007-08-05]. （原始内容存档于2013-02-13）.
- Bussey, B.; Spudis, P. . New York: Cambridge University Press. 2004. ISBN 978-0-521-81528-4.
- Cocks, Elijah E.; Cocks, Josiah C. . Tudor Publishers. 1995. ISBN 978-0-936389-27-1.
- McDowell, Jonathan. . Jonathan's Space Report. July 15, 2007  [2007-10-24]. （原始内容存档于2018-12-25）.
- Menzel, D. H.; Minnaert, M.; Levin, B.; Dollfus, A.; Bell, B. . Space Science Reviews. 1971, 12 (2): 136–186. Bibcode:1971SSRv...12..136M. doi:10.1007/BF00171763.
- Moore, Patrick. . Sterling Publishing Co. 2001. ISBN 978-0-304-35469-6.
- Price, Fred W. . Cambridge University Press. 1988. ISBN 978-0-521-33500-3.
- Rükl, Antonín. . Kalmbach Books. 1990. ISBN 978-0-913135-17-4.
- Webb, Rev. T. W.  6th revised. Dover. 1962. ISBN 978-0-486-20917-3.
- Whitaker, Ewen A. . Cambridge University Press. 1999. ISBN 978-0-521-62248-6.
- Wlasuk, Peter T. . Springer. 2000. ISBN 978-1-85233-193-1.

## 外部連結
- 月球数码摄影图集 （页面存档备份，存于）
- 维基月球在线解说-德拉鲁环形山 （页面存档备份，存于）
- Заметка о кратере на сайте LPOD 网站有关德拉鲁环形山的记录
- Andersson, L.E., and E.A. Whitaker, 美国宇航局月球地名目录, 美国宇航局参考出版物1097, 1982年10月. （页面存档备份，存于）